# Bas Eickhout
Bas Eickhout (Groesbeek, 8 d'octubre del 1976) és una polític neerlandès. Des del 2009, és membre del Parlament Europeu pel partit GroenLinks, que forma part del Partit Verd Europeu. És el president de la delegació del partit GroenLinks al Partit Verd Europeu, i el vicepresident d'aquest últim.